# Norges försvarschef
Norges försvarschef (norska: Forsvarssjefen) är det norska försvarets högsta militära befattning.
Försvarschefen fungerar som den norska regeringens närmaste militära rådgivare och som högsta militära befattningshavaren inom Försvaret och är vidare delegerad befälsrätt över försvaret. Försvarschefen är direkt underställd försvarsministern och bistås av Försvarsstaben. Mellan 1970 och 2003 var denne chef för Forsvarets overkommando. Försvarschefen representerar Norge i Natos militärkommitté och i förhållande till försvarschefer från allierade stater bilateralt.
Befattningen upprättades 1940 under andra världskriget. Försvarschefen är sedan 1972 innehavare av den högsta tjänstegraden, antingen amiral eller general beroende på vilken försvarsgren vederbörande kommer ifrån, och är normalt den enda yrkesmilitären utanför kungahuset i aktiv tjänst med den graden. 

## Lista över Norges försvarschefer
| Nr  | Namn                                                          | Porträtt       | Försvarsgren | Tillträdde       | Avgick            | Not |
| --- | ------------------------------------------------------------- | -------------- | ------------ | ---------------- | ----------------- | --- |
| 1   | Generalmajor Otto Ruge                                        |                | Armén        | 18 mai 1940      | 9 juni 1940       |     |
|     | Vakant (Generalmajor Carl Gustav Fleischer de facto)          |                | Armén        | 10 juni 1940     | 22 februari 1942  |     |
| 2   | Generalmajor Wilhelm von Tangen Hansteen                      |                | Armén        | 23 februari 1942 | 30 juni 1944      |     |
| 3   | General Kronprins Olav                                        |                | Armén        | 1 juli 1944      | 15 juli 1945      |     |
| (1) | Generallöjtnant Otto Ruge                                     |                | Armén        | 16 juli 1945     | 31 december 1945  |     |
| 4   | Konteramiral Elias Corneliussen                               |                | Marinen      | 1 januari 1946   | 31 maj 1946       |     |
| 5   | Generalmajor Halvor Hansson                                   |                | Armén        | 1 juni 1946      | 31 juli 1946      |     |
| –   | Generallöjtnant Ole Berg (som chef för Försvarsstaben)        |                | Armén        | 1 augusti 1946   | 31 oktober 1955   |     |
| –   | Generallöjtnant Finn Lambrechts (som chef för Försvarsstaben) |                | Flygvapnet   | 1 november 1955  | 8 december 1956   |     |
| –   | Generallöjtnant Bjarne Øen (som chef för Försvarsstaben)      |                | Flygvapnet   | 10 januari 1957  | 31 december 1962  |     |
| 6   | Generallöjtnant Bjarne Øen                                    | 1 januari 1963 | Flygvapnet   | 31 december 1963 |                   |     |
| 7   | Viceamiral Folke Hauger Johannessen                           |                | Marinen      | 1 januari 1964   | 31 december 1972  |     |
| 8   | General Herman Fredrik Zeiner-Gundersen                       |                | Armén        | 1 februari 1972  | 20 mars 1977      |     |
| 9   | General Sverre B. Hamre                                       |                | Armén        | 21 mars 1977     | 30 juni 1982      |     |
| 10  | General Sven Hauge                                            |                | Flygvapnet   | 1 juli 1982      | 30 juni 1984      |     |
| 11  | General Fredrik Bull-Hansen                                   |                | Armén        | 1 juli 1984      | 31 augusti 1987   |     |
| 12  | General Vigleik Eide                                          |                | Armén        | 31 augusti 1987  | 5 september 1989  |     |
| 13  | Amiral Torolf Rein                                            |                | Marinen      | 5 september 1989 | 31 oktober 1994   |     |
| 14  | General Arne Solli                                            |                | Armén        | 31 oktober 1994  | 30 april 1999     |     |
| 15  | General Sigurd Frisvold                                       |                | Armén        | 1 maj 1999       | 31 mars 2005      |     |
| 16  | General Sverre Diesen                                         |                | Armén        | 1 april 2005     | 30 september 2009 |     |
| 17  | General Harald Sunde                                          |                | Armén        | 1 oktober 2009   | 19 november 2013  |     |
| 18  | Amiral Haakon Bruun-Hanssen                                   |                | Marinen      | 19 november 2013 | 17 augusti 2020   |     |
| 19  | General Eirik Kristoffersen                                   |                | Armén        | 17 augusti 2020  | sittande          |     |